# Bretzenheim (Adelsgeschlecht)

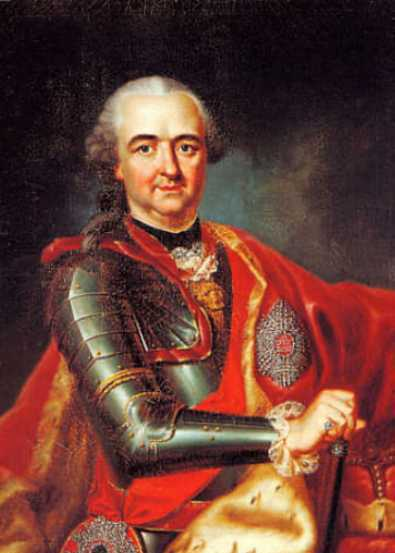
Karl Theodor (1724–1799), Stifter des Adelsgeschlechts (unbekannter Künstler)

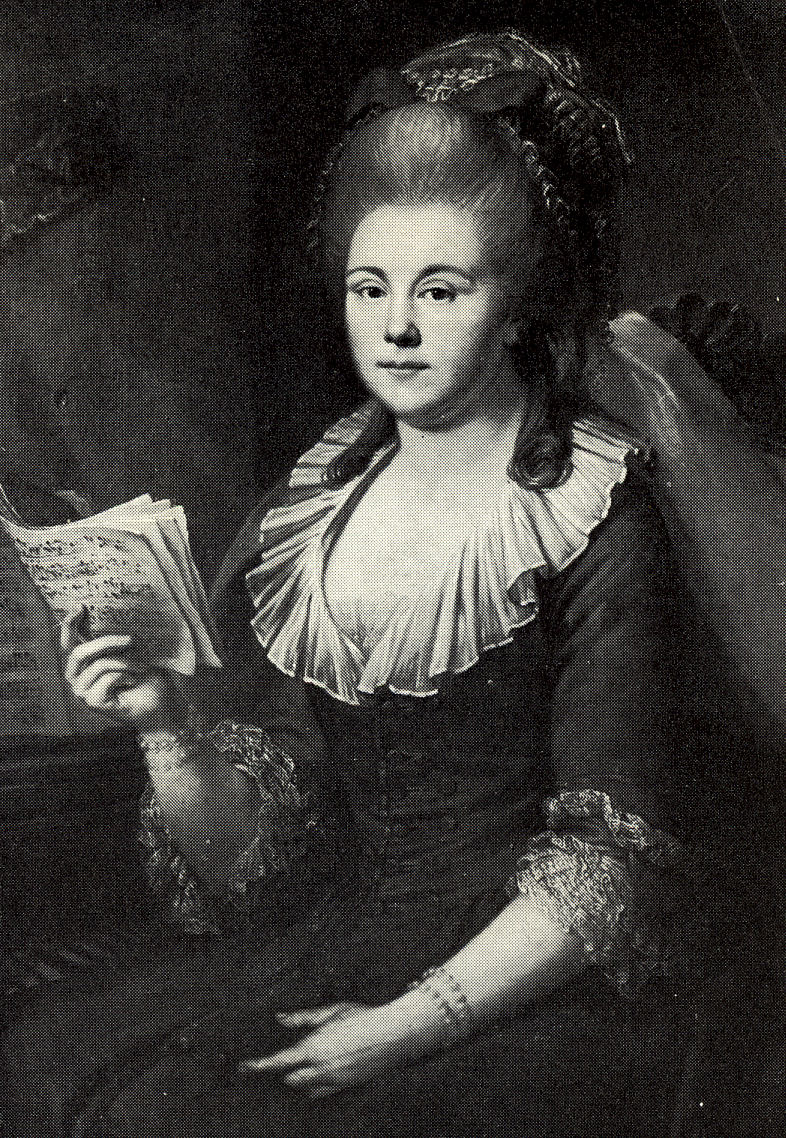
Josepha Seyffert (1748–1771), gemalt von Johann Wilhelm Hoffnas

Die Fürsten von Bretzenheim waren ein pfälzisch-bayerisches Hochadelsgeschlecht und eine Bastardlinie der Pfälzer Wittelsbacher.

## Geschichte

### Herkunft
Ahnherrin der Familie war Josepha Seyffert (1748–1771), eine Schauspielerin und Tänzerin am Mannheimer Theater, die zwischen 1768 und 1771 vier uneheliche Kinder mit dem Kurfürsten Karl Theodor von Pfalz und Bayern (1724–1799) hatte. Sie war die Tochter eines Sekretärs und Kanzlisten und spätere Figurantin des Mannheimer Opernballetts und wurde 1765 im Alter von 17 Jahren die Geliebte des Kurfürsten. 1767 wurde sie durch Karl Theodor als „Frau von Haydeck“ (später meist Heydeck geschrieben) in den Adelsstand erhoben. Ihre erste Tochter Caroline Josepha (1768–1786) wurde sofort legitimiert. 1769 erhob Kurfürst Karl Theodor Mutter und Tochter in den erblichen Grafenstand. Später wurden der Sohn Karl August (1768–1823) sowie die Zwillingstöchter Eleonore (1771–1832) und Friederike (1771–1816) geboren. Die Mutter starb mit 23 Jahren infolge des Kindbettfiebers nach der Geburt der Zwillinge.
Als außerehelich geborene Nachkommen des Kurfürsten waren diese Kinder keine Mitglieder des Hauses Wittelsbach und standen auch nicht in der pfälzisch-bayerischen Thronfolge, doch kümmerte sich Karl Theodor, der keine legitimen Nachkommen besaß, sehr liebevoll um sie. Unter anderem erhielten sie Klavierunterricht durch Wolfgang Amadeus Mozart. Neben ihnen hatte Karl Theodor noch weitere uneheliche Kinder aus anderen Beziehungen. Um die Versorgung seiner vier Kinder mit der Gräfin von Heydeck zu sichern, erwarb er 1772 die Herrschaft Bretzenheim bei Bad Kreuznach in Rheinland-Pfalz, deren Namen sie zukünftig führten. 1774 erhielt Bretzenheim den Status einer Reichsgrafschaft. Das Bretzenheimer Wappensymbol, eine Brezel, wurde auch in das Familienwappen der Kinder aufgenommen, das sie von ihrem Vater verliehen bekamen.

### Entwicklung

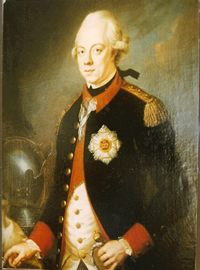
Karl August Graf von Heydeck, seit 1789 Fürst von und zu Bretzenheim, mit Ordensdekoration des Hubertusordens (Gemälde um 1790)

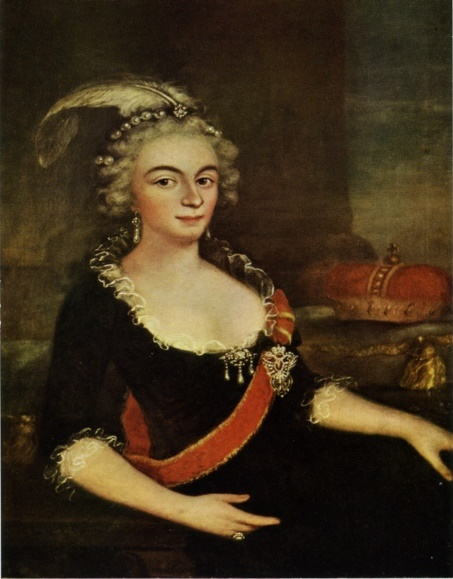
Friederike von Bretzenheim, Fürstäbtissin von Lindau (Gemälde um 1790 als 19-Jährige)

Karl August von Bretzenheim (1768–1823) erhielt 1780/82 das Großpriorat Bayern des Malteserordens, das 1808 säkularisiert wurde. 1788 heiratete er in Oettingen die gleichalterige Maria Walburga (1766–1833), mit der er neun Kinder hatte. Nach dem Tod seines Vaters 1799 zog Karl August mit seiner Familie nach Wien, mietete sich dort ein und lebte hier bis zu seinem Tod 1823. Im Palais Bretzenheim in Mannheim, das sein Vater 1782 bis 1788 für ihn gebaut hatte, wohnte er nach dem Umzug nach Österreich nicht mehr. Mit dem Tod seines Sohnes Alfons (1805–1863) starb das fürstliche Haus Bretzenheim nach 74 Jahren im Mannesstamm aus.
Karl Augusts Schwester Caroline Josepha (1768–1786) erhielt von ihrem Vater die Herrschaften Thanstein und Pilmersreuth, die sie bei ihrer Heirat ihrem Ehemann zubrachte. Sie heiratete 1784 in Amberg Maximilian Joseph Graf von Holnstein (1760–1838), Statthalter der Oberpfalz, dessen Vater Franz Ludwig Graf von Holnstein (1723–1780) aus einer außerehelichen Verbindung Kaiser Karls VII. entstammte. Caroline Josepha starb erst 18-jährig bei der Geburt ihres Sohnes Karl Theodor (1786–1831), der unverheiratet und ohne Nachkommen verstarb. Diese Familienlinie, welche auf zwei uneheliche Wittelsbacherkinder zurückging, bestand daher nicht fort. Caroline Josepha von Holnstein geb. von Bretzenheim wurde in der Theatinerkirche in München, einer traditionellen Grablege der Wittelsbacher, bestattet, wo ein Epitaph mit dem Allianzwappen Holnstein-Bretzenheim an sie erinnert.
Die dritte Tochter, Friederike (1771–1816), wurde im Alter von zehn Jahren durch ihren Vater als Fürstäbtissin des Kanonissenstifts Lindau eingesetzt und wurde sieben Jahre später durch den Fürstbischof von Konstanz feierlich geweiht. Als 25-Jährige heiratete sie 1796 Graf Maximilian Friedrich von und zu Westerholt-Gysenberg (1772–1854). Der Vater ihres Ehemanns war 1790 von Kurfürst Karl Theodor, der zu dieser Zeit Reichsvikar war, in den Reichsgrafenstand erhoben worden. Fünf Tage vor der Hochzeit gab sie ihr Amt als Fürstäbtissin auf. Ihr Ehemann Maximilian Friedrich von Westerholt erhielt später als Hofmarschall Joachim Murats ein angesehenes Hofamt im Großherzogtum Berg und ließ als seinen Wohnsitz das Schloss Oberhausen erbauen. Das Kanonissenstift Lindau wurde nach dem Tod der letzten Äbtissin Maria Anna von Ulm-Langenrhein 1800 weiter verwaltet, ab 1802 durch Friederikes Bruder Reichsfürst Karl August von Bretzenheim. Er löste das Stift auf und tauschte die Besitzungen des Damenstifts mitsamt der Stadt Lindau 1804 mit Österreich gegen die ungarischen Herrschaften Régecz und Sárospatak.

## Besitzungen

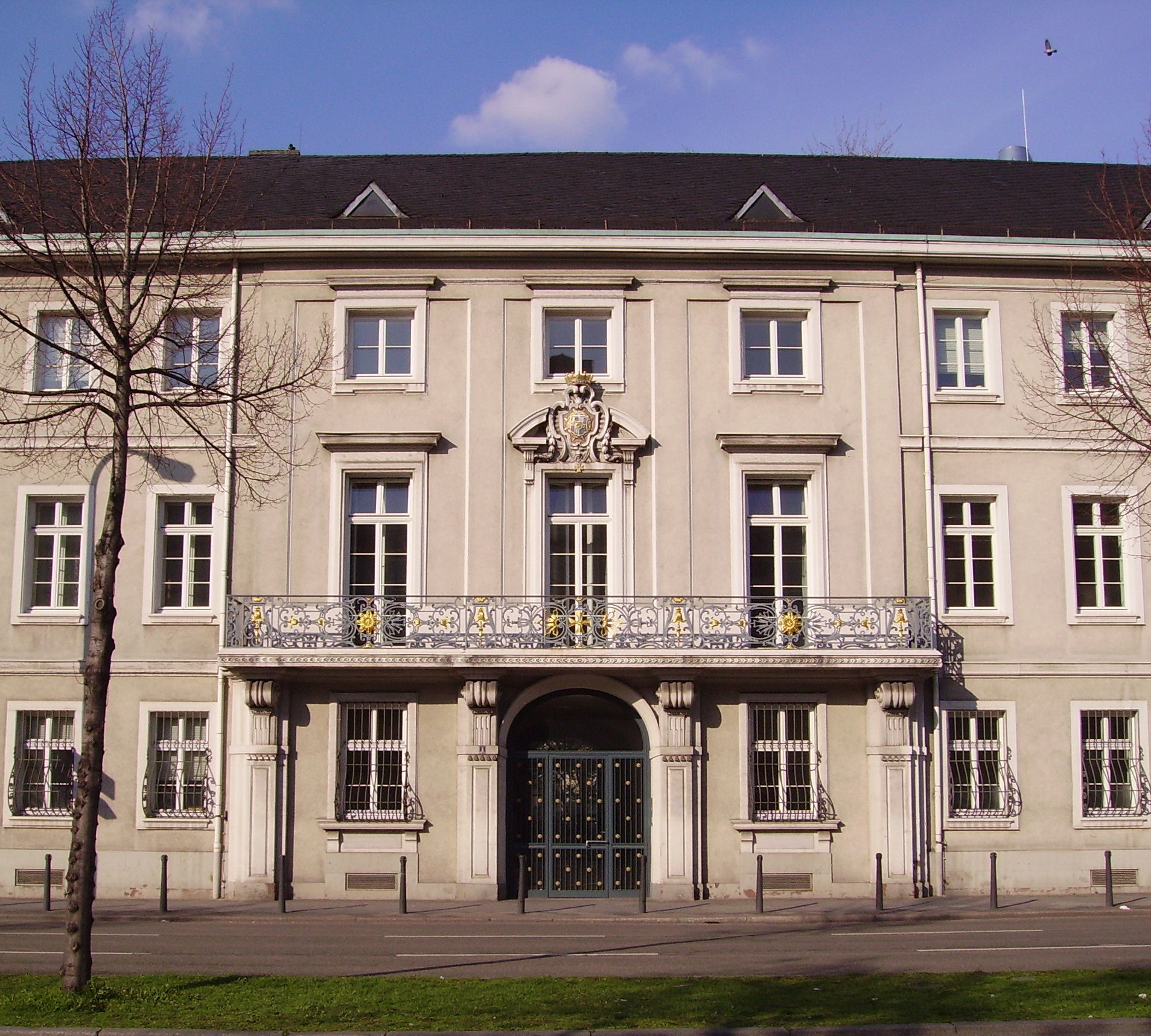
Palais Bretzenheim; der dreifenstrige Mittelbau mit Hofeinfahrt, darüber der Balkon vor dem großen Saal und dem Aufgang, der als Zugang zum großen Saal gedacht war.

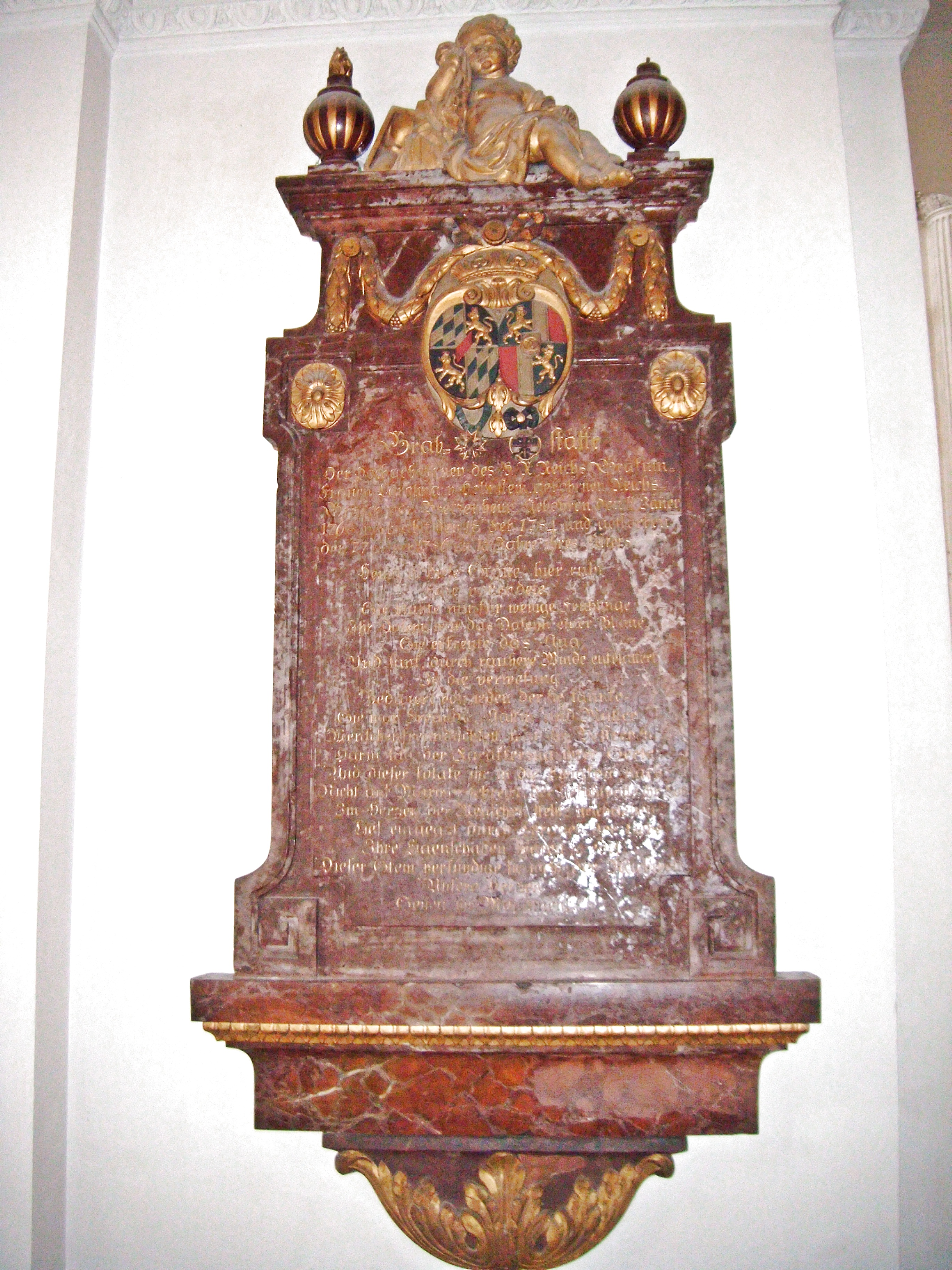
Epitaph der Caroline Josepha von Holnstein geb. von Bretzenheim (1768–1786) in der Theatinerkirche in München, mit den Familienwappen Holnstein (links) und Bretzenheim (rechts)

1789 erhielt Karl August, nach einer entsprechenden Zahlung seines Vaters Karl Theodor von Bayern, durch Kaiser Joseph II. die 300.000 Gulden teure Herrschaft Bretzenheim an der Nahe (heute Landkreis Bad Kreuznach) sowie die Herrschaft Zwingenberg am Neckar verliehen, die für 400.000 Gulden und 1.000 Dukaten Schlüsselgeld angekauft wurde. In diesem neuen Fürstentum Bretzenheim wurde das ehemalige Schloss des Vorbesitzers hergerichtet und nach Brand 1774 zum Barockschloss umgebaut. Ein Residenzschloss war nicht nötig, da Karl August dort nicht residierte. Zur Herrschaft Bretzenheim kamen hinzu die ehemals Hatzfeld'schen Güter Weisweiler und Pallandt sowie die im Herzogtum Jülich liegenden Güter Breitenbend und Merfeld. Das Fürstentum wurde später noch durch die Güter Mandel, Planig, Ippesheim, Rümmelsheim (heute teilweise Stadtteile von Bad Kreuznach) und Leyen erweitert.
Im Zuge der Übertragung der Herrschaft Bretzenheim an Karl August wurde er, der bisher wie seine Mutter den gräflichen Namen Heydeck geführt hatte, 1789 durch Kaiser Joseph II. außerdem zum „Reichsfürsten von und zu Bretzenheim“ erhoben. Unter diesem Namen erhielt er auch Sitz und Stimme im Reichstag unter den Grafen des Oberrheinischen Kreises sowie das Münzregal, welches er in der Prägung des „Bretzenheimer Talers“ Ausdruck verlieh. Da er durch den Ersten Koalitionskrieg das Fürstentum 1795 wieder verlor, wurde er dafür durch das fürstliche Stift und die Reichsstadt Lindau entschädigt. 1799 erwarb der Fürst zusätzlich die steiermärkischen Güter Thannhausen, Unter-Fladnitz, Sturmberg, Ratmannsdorf und Wachseneck, die Karl August aber schon 1809 wieder veräußerte.
Am 25. April 1803 verkaufte Karl August Lindau für 46.000 Gulden an Österreich und erhielt zusätzlich die ungarischen Herrschaften Régecz und Sárospatak. Er wurde dadurch ungarischer Magnat und nannte sich fortan „Karl August Friedrich Joseph Fürst Bretzenheim von Régecz“. Im Jahr 1822 erhielt Karl August, kurz vor seinem Tod in Wien, von der preußischen Regierung die Herrschaften Paland und Weisweiler im Kreis Düren zurück. Zum Zeitpunkt seines Todes schätzte man die Einnahmen des Fürsten bei 130.000 Gulden. Das Palais Bretzenheim veräußerten die Bretzenheim'schen Erben 1842 an Konrad Rutsch, 1899 erwarb die Rheinische Hypothekenbank das Gebäude. Während des Zweiten Weltkriegs wurde das Gebäude völlig zerstört, aber in den Jahren 1948 und 1949 rekonstruiert. Seit 2004 wird es vom Amtsgericht Mannheim genutzt.

## Wappen
Das Wappen der Fürsten von und zu Bretzenheim (1768–1823) wurde in Anlehnung an das Wappen seines Vaters, des Kurfürsten Karl Theodor, entwickelt und stellt ein Wittelsbacher Bastardwappen dar:
| | Wappen Karl Augusts von Bretzenheim |
| Wappen Karl Augusts von Bretzenheim |                                     |
| Ähnlich wie beim Vater zeigt es einen quadrierten Schild mit Schildhaupt in Rot mit einem silbernen Kreuz (als Großprior des Malteserordens). Die Felder 1 und 4 zeigen in Blau je einwärts einen goldenbekrönten Löwen (Pfälzer Löwen in anderen Tinkturen), Felder 2 und 3 sind silbern-rot gespalten. Der aufgelegte Herzschild zeigt eine goldene Brezel auf rotem Hintergrund. Die Brezel hat hier keinen handwerklichen Bezüge, sondern ist das sprechende Wappen der Herrschaft Bretzenheim. Zeigt wie hier der Knoten der Brezel zum Schildfuß, bezeichnet man die Brezel als gestürzt oder als nach unten gerichtet. |                                     |

Das fürstliche Wappen des 1. Reichsfürsten von und zu Bretzenheim findet sich heute noch am Hauptaltar der Bretzenheimer Kirche Mariæ Geburt. Auch wurde dies Wappen wieder über der Hofeinfahrt am wiederaufgebauten Palais Bretzenheim in Mannheim angebracht.

## Genealogie (Auszug)
Karl Theodor (* 10. Dezember 1724; † 16. Februar 1799), seit 1742 Pfalzgraf und Kurfürst von der Pfalz sowie Herzog von Jülich-Berg, seit 1777 auch Kurfürst von Bayern, hatte aus seiner Beziehung mit Maria Josepha Seyffert (* 1748; † 24. Dezember 1771), später Gräfin von Heydeck, 4 Kinder:
1. Caroline Josepha Philippina (* 11. Januar 1768; † 1786) ⚭ 1784 Graf Maximilian Josef von Holnstein (* 1760; † 1838)
2. Karl August Friedrich Joseph, Graf von Heydeck, 1. Reichsfürst von und zu Bretzenheim (* 24. Dezember 1768; † 27. Februar 1823) ⚭ 27. April 1788 in Oettingen Maria Walburga von Oettingen-Spielberg (* 29. August 1766; † 8. Mai 1833), und hatte mit ihr folgende Kinder:
  1. Elisabeth Auguste (*/† 1790)
  2. Maria Anna (1793–1796)
  3. Karl Theodor (1794–1796)
  4. Leopoldine (1795–1844) ⚭ 1816 Graf Ludwig Almásy († 1836)
  5. Amalie (*/† 1797)
  6. Maria Crescentia (1799–1866) ⚭ 1816 Graf Joseph Somogyi († 1865)
  7. Ferdinand (1801–1855), Graf von Heydeck, 2. Reichsfürst von und zu Bretzenheim ⚭ 1831 Prinzessin Karoline von Schwarzenberg (1806–1875)
  8. Amalie (1802–1874) ⚭ 1822 Graf Ludwig Taaffe, 9. Viscount Taaffe († 1855)
  9. Alfons (1805–1863), Graf von Heydeck, 3. Reichsfürst von und zu Bretzenheim ⚭ 1849 Johanna Hofmann (1823–1866), Nichte des Schriftstellers Johann Nestroy
3. Eleonore Caroline Josephine (* 9. Dezember 1771; † 23. Dezember 1832) ⚭ 21. November 1787 (Scheidung 1801) Graf Wilhelm Carl zu Leiningen-Guntersblum, ab 1803 Leiningen-Billigheim (* 5. Juli 1737; † 26. Januar 1809)
4. Friederike Caroline Josephine (* 1771; † 1816); Zwillingsschwester von Eleonore; Äbtissin des Kanonissenstifts Lindau ⚭ 1796 Graf Maximilian von Westerholt-Gysenberg (* 1772; † 1854)

Mit dem Tod des Fürsten Alfons von Bretzenheim (1805–1863) starb das Geschlecht nach 74 Jahren im Mannesstamm aus.